# ジョン・フィルビー

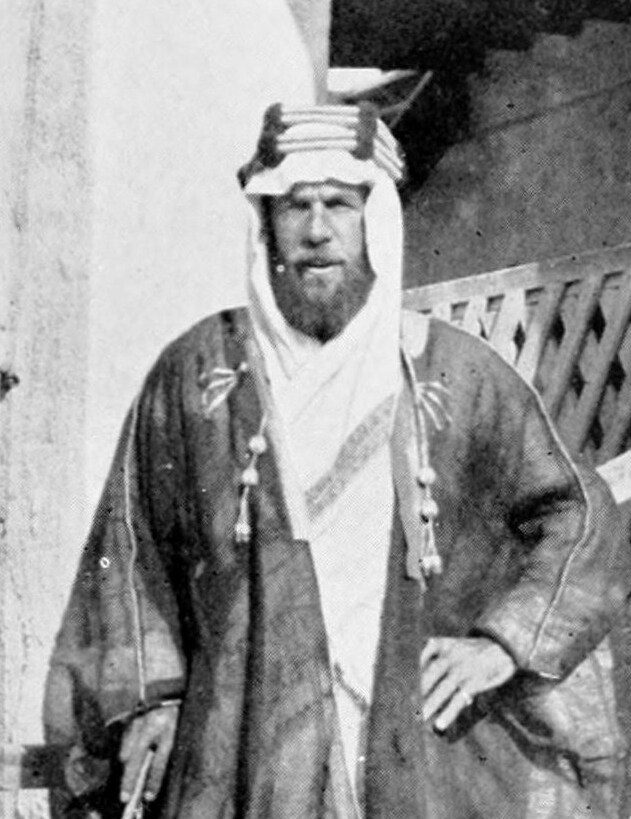
リヤードにおけるフィルビー

ハリー・シンジョン・ブリッジャー・フィルビー（Harry St John Bridger Philby、1885年4月3日－1960年9月30日）は、イギリス出身の植民地政治家、ヒジャーズ王イブン・サウードの顧問、探検家、歴史家、反シオニスト。通称はジャック。二重スパイだったキム・フィルビーの父。母方の縁者にバーナード・モントゴメリー将軍がいる。

## 生涯
遠祖はノーフォークからエセックスへの移住者で地方の名家だったが、父のハリー・モンターギュがセイロンのコーヒー園経営に失敗して零落し、母は1891年からロンドンで下宿業を営み4人の子を育てる。ジョンはセイロンのバドゥラ（Badulla）で生まれ貧しい家庭の次男として育つが才能に恵まれ、奨学金によりウェストミンスター・スクールからトリニティー・カレッジへと進学した。在学中にインド高等文官試験に合格し、1908年からインドに赴任して家計を助けている。また、イギリス労働党に所属し、自伝によれば当初は社会主義者だったという。特に語学に優れドイツ語・フランス語を始めとして就職後はウルドゥー語・ペルシャ語・パンジャビー語・バルチー語・アラビア語を習得した。1910年に上級鉄道技師の娘ドーラと結婚。
第1次世界大戦勃発後、英印軍がメソポタミアを占領し行政官を募集したのに応じ、1915年にバスラに赴任し湾岸駐在官パーシー・コックスのもとで活動し、租税制度と広報紙と中央アラビアの情勢報告で手腕を認められた。1917年の「アラブ反乱」に関してイブン・サウードへの働きかけが必要となり、フィルビーは使節の一員に選ばれリヤードへ派遣された。トルコ軍を援護しヒジャーズの反乱軍に重圧をかけているハーイルのイブン・ラシード家を攻撃するようイブン・サウードを説得し合意を得ている。翌年の初めには反乱の中心シャリーフ・フサインと会見するがフサインの人柄と識見に失望し、イブン・サウードを支持しアラブ民族の中心とすべきだと考え始める。ところがイギリス政府がハーシム家（シャリーフ・フサイン）を優遇し、その脅威となるイブン・サウードを牽制するためハーイルのイブン・ラシードを温存する方向で政策転換し、ハーイル攻撃を禁止させるよう要請してきたので、フィルビーは頑強に抵抗したが、1918年10月リヤードで解任された。一時イギリスに戻るが1920年イラクの民族政権準備のため呼ばれてバグダードに赴任。そこで「ファイサル招聘は総選挙で民意を問うて後にすべし」と主張して、かつての上司コックスと対立し、1921年7月ファイサルの王位就任後に休暇を取ってイラン視察に出かけている。10月にやはり成立したばかりのトランスヨルダンの王アブドゥッラー1世の顧問となるが、アブドゥッラーがイギリスからの補助金を浪費し友好部族を依怙贔屓するのに我慢できず、1924年に辞職する。
この間、1920年に、アラビアの探検旅行の功績に対して、王立地理学会から金メダル（創立者メダル）を贈られた。
1924年11月にイブン・サウードに再会し、ヒジャーズ王国が倒れた後に銀行設立や鉱山開発を認可するとの口約を得て、翌年の1月イブン・サウードがヒジャーズ国王となると事業を開始し、1930年頃より軌道に乗せる。1933年にフィルビーが仲介してSOCALへの石油採掘権付与が実現。1934年にはジッダ～メッカ間の巡礼者の自動車輸送事業が認可され、同じ年に起きたイエメン戦争用の兵器売却、石油開発資材を取り扱うなど、サウジアラビアの建国のみならず、近代化にも貢献している。1953年にイブン・サウードが逝去し皇太子のサウードが王位を継ぐ。フィルビーは新王の浪費癖・腐敗を批判して1955年にサウジ国外に追放され、やむなくレバノンに居を定める。翌年リヤードへの帰還がかない宮廷での待遇も変わりなかったが、その後は政局に関与せず講演・著述に専念する。ベイルートにあった長男キムの自宅で心臓発作に襲われて急逝した。生前からムスリムになっていたので葬儀もイスラーム式で営まれ、遺体はベイルートのバスタ区アジャルトゥーンの墓地に葬られた。

## 著書
- The heart of Arabia; a record of travel & exploration. (London: Constable) 1922.
- Arabia of the Wahhabis. (London: Constable) 1928.
- Arabia. (London: Ernest Benn) 1930.
- The empty quarter: being a description of the great south desert of Arabia known as Rub 'al Khali (London: Constable & Company Ltd) 1933. scanned book
- Harun al Rashid (London: P. Davies) 1933.
- Routes in south-west Arabia [map]: From surveys made in 1936 (Methuen & Co Ltd) 1936.
- Sheba's daughters; being a record of travel in Southern Arabia (London: Methuen & Co Ltd) 1939.
- A Pilgrim in Arabia (London: The Golden Cockerel Press), [1943].
- The Background of Islam: being a sketch of Arabian history in pre-Islamic times (Alexandria: Whitehead Morris) 1947.
- Arabian Days, an autobiography (London: R. Hale) 1948.
- Arabian Highlands (Ithaca, N.Y.: Cornell University Press) 1952. scanned book
- Arabian Jubilee (London: Hale) [1952]ISBN 0404165389
- Sàudi Arabia (London: Benn) 1955, New impression: Librairie du Liban, Beirut 1968
  - 『サウジ・アラビア王朝史』岩永博・冨塚俊夫 訳（法政大学出版局「りぶらりあ選書」、1997年）ISBN 978-4588021848
- The Land of Midian. (London: Ernest Bean Limited) 1957.
- Forty Years in the Wilderness (London: R. Hale) c1957.
- Arabian Oil Ventures (Washington: Middle East Institute) 1964.

### 訳書
- ジャック・ブノアメシャン(Jacques Benoist-Méchin)『砂漠の豹 イブン・サウド―サウジアラビア建国史』

牟田口義郎・河野鶴代訳（筑摩書房、新版1990年）ISBN 978-4480850836